# Rudolf Ruffin
Julius Rudolf Anton Freiherr von Ruffin (* 26. August 1864 in Landshut; † 12. Dezember 1925 in Bad Brückenau) war ein deutscher Verwaltungsjurist und Bezirksamtmann sowie königlich-bayerischer Kämmerer.

## Leben
Julius Ruffin absolvierte ein Studium der Rechtswissenschaften, legte 1892 das Große juristische Staatsexamen ab und kam als Assessor zum Bezirksamt Karlstadt. Bevor er am 16. Mai 1901 Assessor im Bezirksamt Aschaffenburg wurde, war er für die Dauer eines Jahres in den vorläufigen Ruhestand versetzt worden. Zum 1. April 1909 wurde er als Bezirksamtmann Leiter des Bezirksamtes Königshofen. Dieses Amt hatte er bis zu seinem Wechsel am 1. Juni 1913 in gleicher Position zum Bezirksamt Brückenau inne. Zum Jahresbeginn 1918 wurden ihm Rang und Titel eines Regierungsrats verliehen.
Ruffin war königlich-bayerischer Kämmerer und starb im Amt.